# Phrynobatrachus taiensis
Espèce
Statut de conservation UICN

 DD  : Données insuffisantes
Phrynobatrachus taiensis est une espèce d'amphibiens de la famille des Phrynobatrachidae.

## Répartition
Cette espèce est endémique de Côte d'Ivoire. Elle n'est connue que dans sa localité type, la forêt du parc national de Taï, dans le sud-ouest du pays,.

## Étymologie
Son nom d'espèce, composé de tai et du suffixe latin -ensis, « qui vit dans, qui habite », lui a été donné en référence au lieu de sa découverte, la forêt du Taï.

## Publication originale
- Perret, 1988 : Les espèces de Phrynobatrachus (Anura, Ranidae) à éperon palpébral. Archives des Sciences, vol. 41, p. 275-294.